# Calymmodon coriaceus
Calymmodon coriaceus är en stensöteväxtart som beskrevs av Barbara S. Parris. Calymmodon coriaceus ingår i släktet Calymmodon och familjen Polypodiaceae. Inga underarter finns listade.